# Jens Bindesbøll
Jens Bindesbøll (13. marts 1756 – 19. juli 1830) var en dansk præst.
Bindesbøll var en degnesøn fra Åstrup ved Faaborg. Faren hed Christen Jensen Bindesbøll, moderen Birgitte Marie født Krag. 1778 dimitteredes han fra Odense Skole og studerede i begyndelsen filologi. 1780-83 var han huslærer hos kammerherre Moth i København og deltog med sin ven Christian Hornemann – hvis karakteristik han har meddelt i fortalen til dennes efterladte filosofiske skrifter --, Rasmus Nyerup og flere i det Rybergske Øvelsesselskab og var almindelig anset som en meget lovende ung mand. En tale på kongens fødselsdag, udgivet 1783, stammer fra dette selskab.
Senere var han alumnus på Borchs Kollegium og tog filologisk eksamen 1786. Men pludselig forandrede han sin bestemmelse, forberedte sig i kort tid til teologisk attestats, blev få måneder efter endt eksamen kaldet til sognepræst i Bringstrup Sogn og Sigersted Sogn i Sjælland (1788) og giftede sig med sin vens søster, Karen Johanne Hornemann (død 1807), præstedatter fra Ærø. 1797 forflyttedes han til Ledøje (ved København), hvor han virkede til sin død.
Bindesbøll var i sin ungdom en ivrig kantianer. Da biskop Nicolai Edinger Balle visiterede hos ham 1800, fik biskoppen, der ville spøge med den nye tids filosofi og politiske idealer, en uhyggelig medfart af Bindesbøll efter sin egen beretning (Kirkeh. Saml. 3. R. IV, 18 f.). I øvrigt var Bindesbøll, der var en ualmindelig kraftig og karakterfast personlighed, af sin samtid anset som en dygtig præst. Blandt hans sønner er arkitekt Michael Gottlieb Bindesbøll og biskop Severin Claudius Wilken Bindesbøll.